# Erkheim
Erkheim település Németországban, azon belül Bajorországban. Lakosainak száma 3267 fő (2023. december 31.).

## Népesség
A település népessége az elmúlt években az alábbi módon változott:
| Lakosok száma | 786  | 1701 | 2184 | 2560 | 2915 | 2946 | 3028 | 3025 | 3214 | 3267 |
|               | 1875 | 1950 | 1975 | 1987 | 2012 | 2014 | 2016 | 2017 | 2021 | 2023 |